# Neptis oresta
Neptis oresta är en fjärilsart som beskrevs av Hans Fruhstorfer 1913. Neptis oresta ingår i släktet Neptis och familjen praktfjärilar. Inga underarter finns listade i Catalogue of Life.